# کودکستان‌های ایران

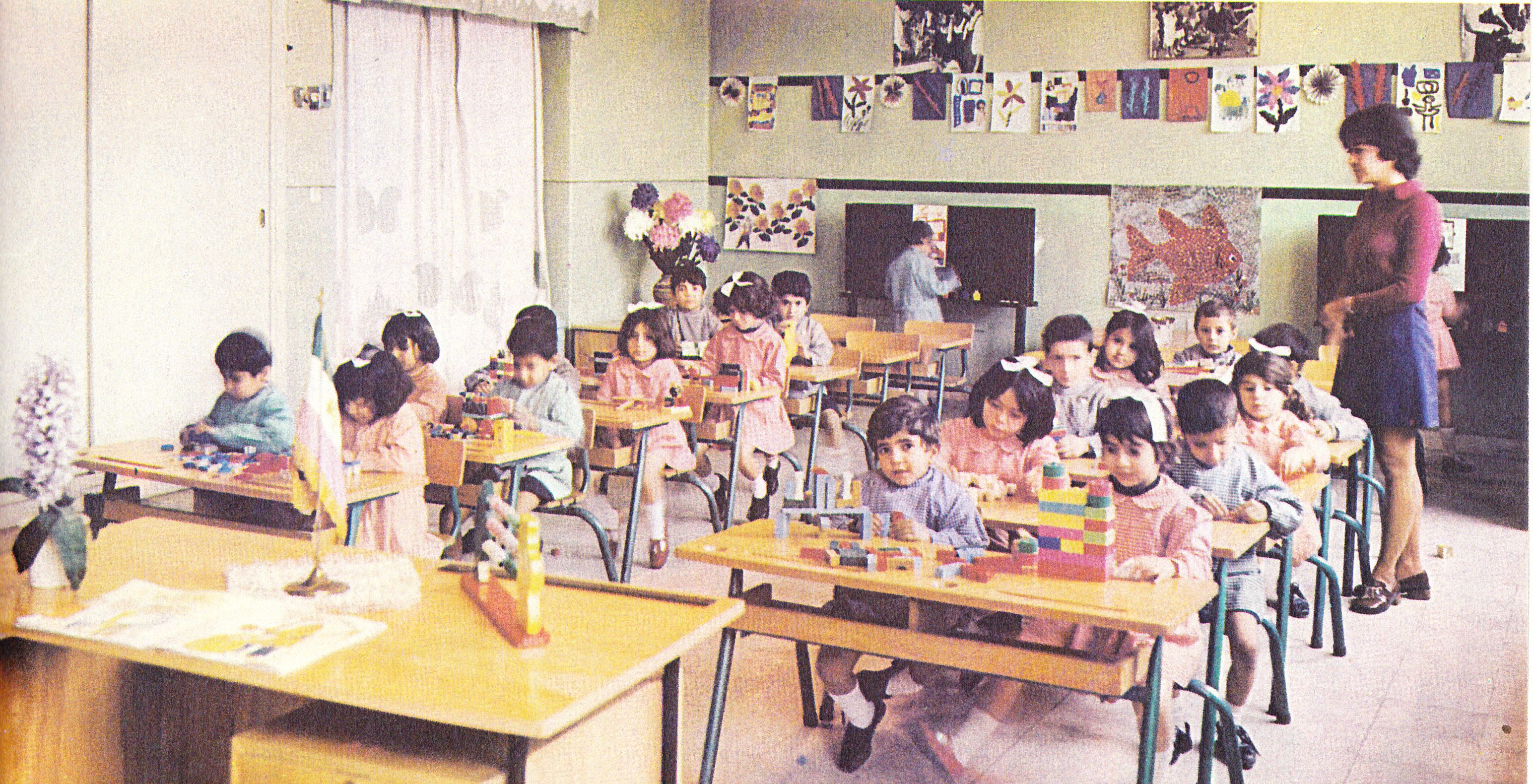
یک کودکستان در ایران در سال ۱۳۵۴

۷ میلیون کودک زیر ۶ سال در ایران وجود دارد. تا پایان برنامه چهارم توسعه (تا پایان سال ۱۳۸۸)، شمار کودکان زیر ۶ سال تحت پوشش مهدهای کودک باید به ۲۰ درصد برسد. از جمعیت ۷ میلیونی کودکان ۴ میلیون واجد شرایط (سن مناسب و غیره) ورود به مهد کودک هستند. در سال ۱۳۸۶ تعداد مهدها با افزایش ۱۵ درصدی نسبت به سال پیش از آن به رقم ۱۲٬۰۰۰ باب و دربرگیرنده ۷۰۰٬۰۰۰ کودک (یک ششم جمعیت واجد شرایط) رسید و در پایان سال ۱۳۸۷ با همکاری وزارت تعاون و راه‌اندازی شرکت‌های تعاونی مهدکودک تعداد مهدها ۱۰۰٪ افزایش خواهد یافت که نشان‌دهنده این است که تعداد مهدهای کودک به سرعت در حال افزایش است. شایان ذکر است که که هم‌اکنون ۹۵ درصد کودکان زیر ۶ سال کشورهای پیشرفته دنیا تحت پوشش خدمات آموزش پیش از دبستان قرار دارند. از طرف دیگر ثابت شده‌است که هزینه برای کودکان بسیار برگشت‌پذیر است به‌طوری‌که ۱ دلار سرمایه‌گذاری برای کودک ۷ دلار بازدهی در بزرگسالی در پی دارد.
هم‌اکنون تعداد زیادی از مهد کودک‌های کشور از طریق شبکه گسترده مهدهای کودک الکترونیک ایران به صورت اینترنتی به ارائه خدمات می‌پردازند و بقیه مهد کودک‌ها نیز در آینده به این شبکه می‌پیوندند.
کیفیت مهدهای کودک با توجه به مربیان آموزشی و نوع آموزشی که به کودکان داده می‌شود متفاوت است. برخی از مهدهای کودک آموزشهای خود را در دو زبان به کودکان ارائه می‌کنند. قرار است (خبر مربوط به ۱۳۸۶) با اجرای طرح ارزیابی و ارتقای کیفیت مهدهای کودک که بر اساس عملکرد آن‌ها این طرح صورت می‌گیرد، مهدهای کودک به مهدهای سه و دو و یک ستاره تقسیم شوند. به دلیل آن که بیش از ۹۰ درصد از مهدهای کودک خصوصی هستند، هدف اصلی از این طرح، ایجاد رقابت در ارتقای سطح کیفیت خدمات است. دیگر این‌که در راستای اجرای اصل ۴۴ مراکز پیش‌دبستانی و مهدهای کودک دولتی به بخش خصوصی واگذار می‌شوند.

## مراجع
1. 1 2  وب‌گاه انجمن حمایت از حقوق کودکان، تنها ۷٪ کودکان به مهد می‌روند. بایگانی‌شده  در ۲۵ سپتامبر ۲۰۰۸ توسط Wayback Machine، مرداد ۱۳۸۵ خورشیدی
2. ↑  آفتاب، فقط یک ششم کودکان از خدمات مهدهای کودک برخوردار می‌شوند.، ۲۴ بهمن ۱۳۸۶
3. ↑  سازمان بهزیستی، شبکه مهدهای کودک الکترونیک ایران، http://www.mahd.ir بایگانی‌شده  در ۲۶ دسامبر ۲۰۱۳ توسط Wayback Machine
4. ↑  همشهری آن‌لاین، شهریه مهدهای کودک به سال ۸۳ بازمی‌گردد. بایگانی‌شده  در ۷ دسامبر ۲۰۰۸ توسط Wayback Machine، ۲۹ شهریور ۱۳۸۷
5. ↑  مهدهای کودک ستاره‌دار می‌شوند. بایگانی‌شده  در ۱۸ ژوئن ۲۰۰۸ توسط Wayback Machine، اسفند ۱۳۸۶
6. ↑  روزنامه خراسان، مراکز پیش دبستانی و مهدهای کودک دولتی به بخش خصوصی واگذار می‌شوند. بایگانی‌شده  در ۴ اوت ۲۰۰۸ توسط Wayback Machine، تیر ۱۳۸۷